# Караколь (Осакаровський район)
Карако́ль (каз. Қаракөл) — село у складі Осакаровського району Карагандинської області Казахстану. Адміністративний центр Ніязького сільського округу.
Населення — 399 осіб (2021; 552 у 2009, 1191 у 1999, 752 у 1989).
Національний склад станом на 1989 рік:
- росіяни — 45 %;
- казахи — 26 %.

До 2023 року село називалось Тельманське.